# Đường đua (phim năm 2013)
Đường đua là bộ phim điện ảnh hành động, tội phạm của Việt Nam năm 2013, phim do Nguyễn Khắc Huy và Hồng Ánh viết kịch bản, đạo diễn bởi Nguyễn Khắc Huy. Với các diễn viên Nhan Phúc Vinh, Quý Bình và ca sĩ Phạm Anh Khoa trong vai trò diễn viên chính.

## Nội dung
Lộc là một vận động viên điền kinh chuyên nghiệp đã giải nghệ kiếm sống bằng nghề lái xe tải chở hàng nông sản, cuộc sống khó khăn lại sa vào bài bạc, anh nảy ra ý định dọa cướp tiệm vàng để trả nợ cho Hải, một tay giang hồ khét tiếng và cũng là kẻ đã bắt cóc Na – em gái của Lộc. Nhưng chưa kịp thực hiện kế hoạch trên, Lộc lại bị Lâm bắt cóc. Kẻ đang bị một nhóm xã hội đen khác truy sát, trong hành trình cùng Lâm, Lộc buộc phải gây ra những tội ác trên đường tháo chạy là nỗi ám ảnh đè nặng lên bản thân anh cùng với vô vàn áp lực.

## Phân vai
- Phạm Anh Khoa vai Lộc
- Nhan Phúc Vinh vai Hải
- Quý Bình vai Lâm
- Trung Dân vai Cha của Lộc
- Kim Nhã vai Na
- Cát Tường

### Đội ngũ kỹ thuật
Âm thanh: Franck Desmoulins, Arthur Beja

## Sản xuất
Theo kịch bản ban đầu, Đường đua sẽ có 3 phần, nhưng những kế hoạch cho phần sau sẽ phải phụ thuộc vào sự thành công của bộ phim. Đường đua có kinh phí 12 tỉ đông và được hoàn thành vào tháng 12 năm 2012 và dự định công chiếu vào tháng 3 năm 2013 sau khi hoàn tất hậu kỳ. Đầy là bộ phim điện ảnh đầu tiên Nhan Phúc Vinh tham gia và cũng là tác phẩm dài hơi đầu tay của đạo diễn Nguyễn Khắc Huy, người vừa tốt nghiệp trường Điện ảnh Sydney.
Đây là bộ phim cuối cùng chuyên gia kỹ xảo khói lửa Lê Minh Phương tham gia sản xuất, cả gia đình ông qua đời đầu năm 2013 do một vụ cháy.

## Phát hành

### Kiểm duyệt
Bộ phim bị Hội đồng Duyệt phim quốc gia đánh giá là bạo lực và có nhiều yếu tố không phù hợp. Sau 3 tháng quay bổ sung và chỉnh sửa để thông qua kiểm duyệt, giữa tháng 6 năm 2013, teaser đầu tiên của Đường đua được phát hành với ngày công chiếu chính thức dự định vào 26 tháng 7 cùng năm. Bộ phim được cấp phép phát hành cùng cảnh báo Không dành cho trẻ dưới 16 tuổi.
Trong quá trình kiểm duyệt tại Việt Nam, vào cuối tháng 5 năm 2013, bộ phim Đường đua được Hồng Ánh đưa đến Liên hoan phim Cannes giới thiệu tại sự kiện Hội chợ.

### Phát hành và đón nhận
Đường đua được báo chí và giới chuyên môn đánh giá tốt dù chưa thực sự hoàn hảo và thường được đem ra so sánh với Bụi đời Chợ Lớn - một bộ phim khai thác vấn đề bạo lực và không qua được quá trình kiểm duyệt. Đường đua được đánh giá bạo lực nhưng thực tế và khốc liên hơn dù không máu me như Bụi đời Chợ Lớn, diễn xuất của dàn diễn viên khá đồng đều, phần âm thanh và âm nhạc xuất sắc.
Được xếp vào dòng phim nghệ thuật nhưng vẫn kỳ vọng thành công về doanh thu như các phim thị trường khác, sau 3 ngày công chiếu, doanh thu của bộ phim đạt 853 triệu đồng và tỏ ra không khả quan khi thua xa một bộ phim kinh dị của Thái Lan chiếu ở thị trường Việt Nam.
Đầu tháng 8 năm 2013, Đường đua chính thức rút khỏi thị trường với thất bại về doanh thu khi chỉ mang về lợi nhuận trên dưới 1 tỉ đồng.

## Giải thưởng
| Năm  | Giải thưởng                        | Hạng mục                        | Đề cử                | Kết quả   | Chú thích     |
| ---- | ---------------------------------- | ------------------------------- | -------------------- | --------- | ------------- |
| 2013 | Liên hoan phim Việt Nam lần thứ 18 | Quay phim xuất sắc              | Kieran Daniel Fowler | Đoạt giải | [ 14 ]        |
| 2014 | Giải Mai Vàng lần thứ 19           | Nam diễn viên điện ảnh xuất sắc | Nhan Phúc Vinh       | Đoạt giải | [ 15 ]        |
| 2014 | Giải Cánh diều lần thứ 12          | Âm nhạc xuất sắc                | Nguyễn Mạnh Duy Linh | Đoạt giải | [ 16 ] [ 17 ] |